# Abel Laudonio
Abel Ricardo Laudonio (Buenos Aires, 30 de agosto de 1938-Ib., 12 de agosto de 2014) fue un boxeador de peso ligero y actor argentino, ganador de la medalla de bronce en los Juegos Olímpicos de Roma 1960 y campeón argentino de peso ligero. Compitió en los Juegos Olímpicos de Melbourne 1956 en la categoría peso mosca, donde terminó noveno, luego de ganar en primera ronda y perder la segunda. Luego de Roma pasó al profesionalismo realizó 56 combates, con 48 victorias (37 KO), 6 derrotas (1 KO) y dos empates. El medallista olímpico y campeón argentino de los livianos, falleció a los 75 años después de una larga enfermedad.

## Medalla de bronce de 1960
En los Juegos Olímpicos de Roma 1960, Abel Laudonio, con 21 años, ganó la medalla de bronce en la categoría peso livianos (hasta 51 kilos).
Venció en segunda ronda por decisión unánime (5-0) al checoslovaco Jozef Töre. En tercera ronda venció por nocaut técnico al noruego Dagfinn Næss y en cuartos de final venció al soviético Vilikton Barannikov por decisión unánime (5-0) En semifinales, Laudonio debió enfrentar al italiano Sandro Lopopolo, quien lo venció ajustadamente en decisión dividida (2-2-1), y que a la postre sería el ganador de la medalla de plata.

## Carrera profesional

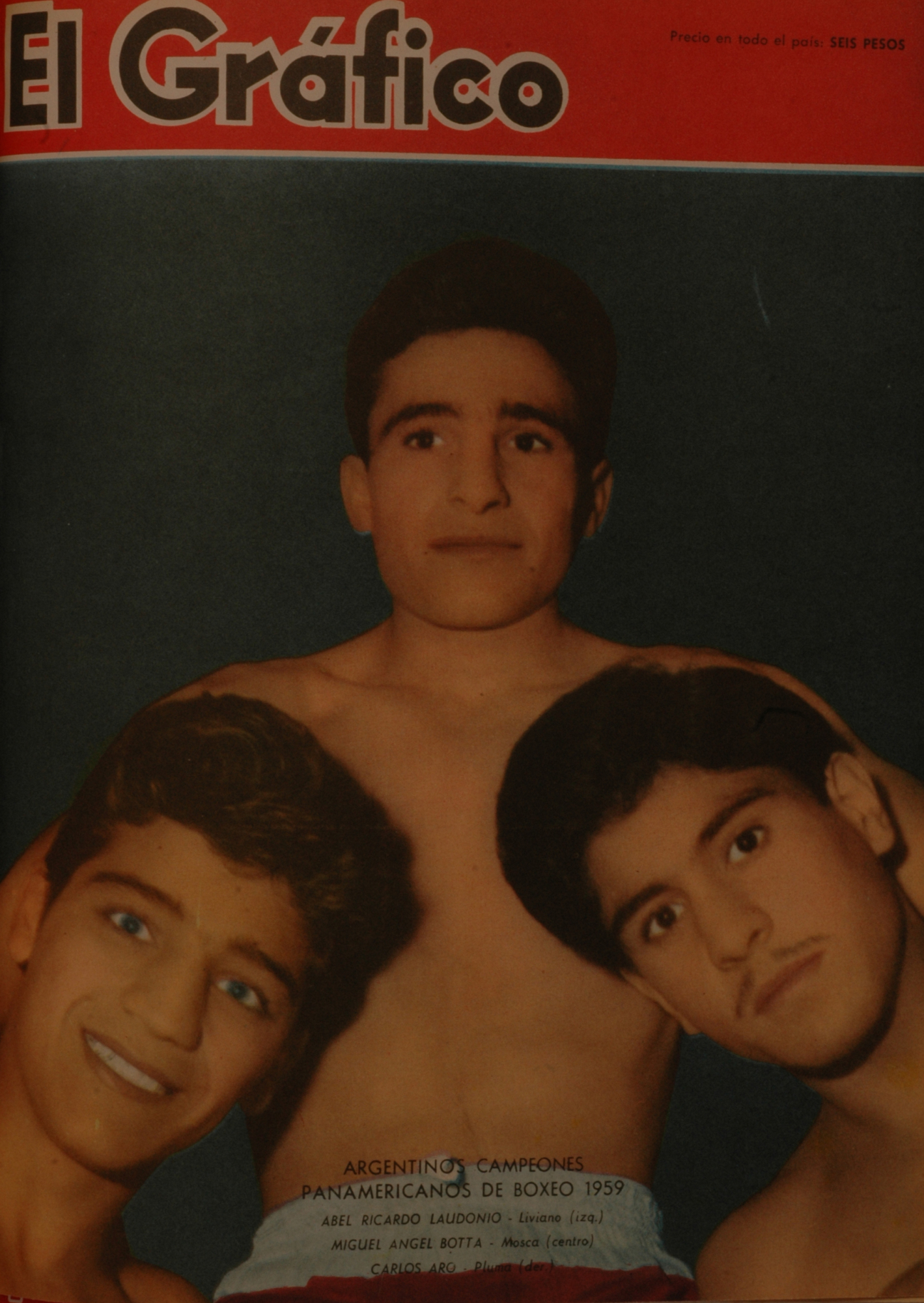
Abel Ricardo Laudonio junto a Miguel Ángel Botta y Carlos Aro en la portada de El Gráfico el 14 de octubre de 1959.

Luego de los Juegos Olímpicos de Roma 1960, Laudonio pasó al profesionalismo realizando 56 combates, con 48 victorias (37 KO), 6 derrotas (1 KO) y dos empates.
Su debut se produjo el 22 de enero de 1961, venciendo por nocaut a Abelardo Villalobos. Ganó sus 19 primeros combates, todos por nocaut o nocaut técnico, manteniendo una serie invicta de 36 peleas. Laudonio mantuvo un duelo especial con Nicolino Locche, a quien venció por puntos en el Luna Park el 14 de noviembre de 1964, obtuvo así el título argentino de peso ligero.
Laudonio y Locche volvieron a enfrentarse en el Luna Park el 10 de abril de 1965, por el título sudamericano de los ligeros, ganando en esta ocasión Locche, por puntos. Ese año Laudonio se retiró del boxeo, realizó su último combate el 9 de octubre de 1965, cuando fue derrotado por nocaut por Hugo Rambaldi.

## Vida personal
Abel falleció luego de padecer Alzheimer en 2014. Su hermano Cacho Laudonio cuyo verdadero nombre es Óscar (murió el 22 de marzo de 2021), fue el popularmente conocido Loco Banderita quien agitaba una bandera de Boca Juniors con imágenes alusivas en La Bombonera cada vez que el club Xeneize salía a la cancha en los partidos.

## Filmografía
- La fin del mundo (1963) dir. Emilio Vieyra.
- Custodio de señoras (1979) director  Hugo Sofovich
- Te rompo el rating (1981) director  Hugo Sofovich
- Brigada explosiva contra los ninjas (1986) director Miguel Fernández Alonso